# Hockey su ghiaccio ai XXI Giochi olimpici invernali - Convocazioni al torneo maschile
Ciascuna squadra partecipante al torneo di hockey su ghiaccio ai XXI Giochi olimpici invernali consisteva al massimo di 20 giocatori di movimento (attaccanti e difensori), con l'aggiunta di 3 portieri.

## Gruppo A

### Canada
Allenatore:  Mike Babcock.
Lista dei convocati aggiornata al 16 febbraio 2010.
| N. | Pos. | Nome                  | Anno | Alt. | Peso | Tiro | Squadra               |
| -- | ---- | --------------------- | ---- | ---- | ---- | ---- | --------------------- |
| 1  | P    | Roberto Luongo        | 1979 | 191  | 98   | L    | Vancouver Canucks     |
| 2  | D    | Duncan Keith          | 1983 | 183  | 85   | L    | Chicago Blackhawks    |
| 6  | D    | Shea Weber            | 1985 | 191  | 97   | R    | Nashville Predators   |
| 7  | D    | Brent Seabrook        | 1985 | 191  | 100  | R    | Chicago Blackhawks    |
| 8  | D    | Drew Doughty          | 1989 | 185  | 92   | R    | Los Angeles Kings     |
| 10 | A    | Brenden Morrow        | 1979 | 180  | 95   | L    | Dallas Stars          |
| 11 | A    | Patrick Marleau       | 1979 | 188  | 100  | L    | San Jose Sharks       |
| 12 | A    | Jarome Iginla - A     | 1977 | 185  | 95   | R    | Calgary Flames        |
| 15 | A    | Dany Heatley          | 1981 | 191  | 100  | L    | San Jose Sharks       |
| 16 | A    | Jonathan Toews        | 1988 | 188  | 96   | L    | Chicago Blackhawks    |
| 18 | A    | Mike Richards         | 1985 | 180  | 88   | L    | Philadelphia Flyers   |
| 19 | A    | Joe Thornton          | 1979 | 193  | 107  | L    | San Jose Sharks       |
| 20 | D    | Chris Pronger - A     | 1974 | 198  | 101  | L    | Philadelphia Flyers   |
| 21 | A    | Eric Staal            | 1984 | 193  | 93   | L    | Carolina Hurricanes   |
| 22 | D    | Dan Boyle             | 1976 | 180  | 86   | R    | San Jose Sharks       |
| 24 | A    | Corey Perry           | 1985 | 191  | 93   | R    | Anaheim Ducks         |
| 27 | D    | Scott Niedermayer - C | 1973 | 185  | 91   | L    | Anaheim Ducks         |
| 29 | P    | Marc-André Fleury     | 1984 | 188  | 82   | L    | Pittsburgh Penguins   |
| 30 | P    | Martin Brodeur        | 1972 | 188  | 98   | L    | New Jersey Devils     |
| 37 | A    | Patrice Bergeron      | 1985 | 188  | 88   | R    | Boston Bruins         |
| 51 | A    | Ryan Getzlaf          | 1985 | 193  | 100  | R    | Anaheim Ducks         |
| 61 | A    | Rick Nash             | 1984 | 188  | 88   | L    | Columbus Blue Jackets |
| 87 | A    | Sidney Crosby - A     | 1987 | 180  | 90   | L    | Pittsburgh Penguins   |

LEGENDA:

P = Portiere, D = Difensore, A = Attaccante, L = sinistra, R = destra

### Norvegia
Allenatore:  Roy Johansen.
Lista dei convocati aggiornata al 17 febbraio 2010.
| N. | Pos. | Nome                   | Anno | Alt. | Peso | Tiro | Squadra            |
| -- | ---- | ---------------------- | ---- | ---- | ---- | ---- | ------------------ |
| 5  | D    | Juha Kaunismäki        | 1979 | 187  | 84   | L    | Stavanger Oilers   |
| 6  | D    | Jonas Holøs            | 1987 | 182  | 93   | R    | Färjestad          |
| 7  | D    | Tommy Jakobsen - C     | 1970 | 173  | 85   | L    | Lørenskog          |
| 8  | A    | Mads Hansen - A        | 1978 | 185  | 90   | L    | Brynäs             |
| 9  | A    | Marius Holtet          | 1984 | 185  | 84   | R    | Färjestad          |
| 10 | A    | Lars Erik Spets        | 1985 | 178  | 82   | L    | Vålerenga          |
| 19 | A    | Per-Åge Skrøder        | 1978 | 180  | 92   | L    | MODO               |
| 20 | A    | Anders Bastiansen      | 1980 | 190  | 93   | L    | Färjestad          |
| 22 | A    | Martin Røymark         | 1986 | 184  | 84   | L    | Frölunda           |
| 23 | D    | Mats Trygg - A         | 1976 | 179  | 80   | R    | Kölner Haie        |
| 26 | A    | Kristian Forsberg      | 1986 | 184  | 89   | R    | MODO               |
| 29 | A    | Tore Vikingstad        | 1975 | 191  | 93   | L    | Hannover Scorpions |
| 30 | P    | Ruben Smith            | 1987 | 181  | 75   | L    | Storhamar Dragons  |
| 33 | P    | Pål Grotnes            | 1977 | 188  | 86   | L    | Stjernen Hockey    |
| 34 | P    | André Lysenstøen       | 1988 | 193  | 112  | L    | Heinolan Kiekko    |
| 35 | A    | Martin Laumann Ylven   | 1988 | 190  | 92   | L    | Linköping          |
| 36 | D    | Lars Erik Lund         | 1974 | 187  | 96   | L    | Vålerenga          |
| 41 | A    | Patrick Thoresen       | 1983 | 180  | 86   | L    | Salavat Julaev     |
| 42 | A    | Jonas Andersen         | 1981 | 184  | 85   | R    | Sparta Warriors    |
| 46 | A    | Mathis Olimb           | 1986 | 179  | 79   | L    | Frölunda           |
| 47 | D    | Alexander Bonsaksen    | 1987 | 180  | 83   | L    | MODO               |
| 48 | A    | Mats Zuccarello        | 1987 | 171  | 73   | L    | MODO               |
| 55 | D    | Ole-Kristian Tollefsen | 1984 | 188  | 96   | L    | Detroit Red Wings  |

LEGENDA:

P = Portiere, D = Difensore, A = Attaccante, L = sinistra, R = destra

### Stati Uniti
Allenatore:  Ron Wilson.
Lista dei convocati aggiornata al 15 febbraio 2010.
| N. | Pos. | Nome                    | Anno | Alt. | Peso | Tiro | Squadra             |
| -- | ---- | ----------------------- | ---- | ---- | ---- | ---- | ------------------- |
| 3  | D    | Jack Johnson            | 1987 | 183  | 99   | L    | Los Angeles Kings   |
| 4  | D    | Tim Gleason             | 1983 | 183  | 98   | L    | Carolina Hurricanes |
| 6  | D    | Erik Johnson            | 1988 | 193  | 107  | R    | St. Louis Blues     |
| 9  | A    | Zach Parise - A         | 1984 | 180  | 86   | L    | New Jersey Devils   |
| 12 | A    | Ryan Malone             | 1979 | 193  | 100  | L    | Tampa Bay Lightning |
| 15 | A    | Jamie Langenbrunner - C | 1975 | 185  | 93   | R    | New Jersey Devils   |
| 16 | A    | Joe Pavelski            | 1984 | 180  | 86   | R    | San Jose Sharks     |
| 17 | A    | Ryan Kesler             | 1984 | 188  | 92   | R    | Vancouver Canucks   |
| 19 | D    | Ryan Whitney            | 1983 | 193  | 99   | L    | Anaheim Ducks       |
| 20 | D    | Ryan Suter - A          | 1985 | 185  | 90   | L    | Nashville Predators |
| 23 | A    | Chris Drury             | 1976 | 178  | 86   | R    | New York Rangers    |
| 24 | A    | Ryan Callahan           | 1985 | 180  | 85   | R    | New York Rangers    |
| 26 | A    | Paul Stastny            | 1985 | 183  | 93   | L    | Colorado Avalanche  |
| 28 | D    | Brian Rafalski - A      | 1973 | 178  | 88   | R    | Detroit Red Wings   |
| 29 | P    | Jonathan Quick          | 1986 | 185  | 101  | L    | Los Angeles Kings   |
| 30 | P    | Tim Thomas              | 1974 | 180  | 91   | L    | Boston Bruins       |
| 32 | A    | Dustin Brown - A        | 1984 | 183  | 94   | R    | Los Angeles Kings   |
| 39 | P    | Ryan Miller             | 1980 | 188  | 79   | L    | Buffalo Sabres      |
| 42 | A    | David Backes            | 1984 | 191  | 102  | R    | St. Louis Blues     |
| 44 | D    | Brooks Orpik            | 1980 | 188  | 99   | L    | Pittsburgh Penguins |
| 54 | A    | Bobby Ryan              | 1987 | 188  | 94   | R    | Anaheim Ducks       |
| 81 | A    | Phil Kessel             | 1987 | 180  | 82   | R    | Toronto Maple Leafs |
| 88 | A    | Patrick Kane            | 1988 | 178  | 81   | L    | Chicago Blackhawks  |

LEGENDA:

P = Portiere, D = Difensore, A = Attaccante, L = sinistra, R = destra

### Svizzera
Allenatore:  Ralph Krueger.
Lista dei convocati aggiornata al 15 febbraio 2010.
| N. | Pos. | Nome                  | Anno | Alt. | Peso | Tiro | Squadra                |
| -- | ---- | --------------------- | ---- | ---- | ---- | ---- | ---------------------- |
| 1  | P    | Jonas Hiller          | 1982 | 188  | 86   | L    | Anaheim Ducks          |
| 5  | D    | Severin Blindenbacher | 1983 | 180  | 88   | R    | Färjestad              |
| 7  | D    | Mark Streit - C       | 1977 | 183  | 95   | L    | New York Islanders     |
| 10 | A    | Andres Ambühl         | 1983 | 178  | 86   | R    | Hartford Wolf Pack     |
| 14 | A    | Roman Wick            | 1985 | 187  | 85   | L    | Kloten Flyers          |
| 16 | D    | Raphael Diaz          | 1986 | 180  | 84   | R    | Zugo                   |
| 17 | A    | Hnat Domenichelli     | 1976 | 180  | 89   | L    | Lugano                 |
| 18 | A    | Thomas Déruns         | 1982 | 185  | 86   | L    | Ginevra-Servette       |
| 23 | A    | Thierry Paterlini     | 1975 | 183  | 95   | L    | Rapperswil-Jona Lakers |
| 25 | A    | Thibaut Monnet        | 1982 | 180  | 86   | L    | ZSC Lions              |
| 28 | A    | Martin Plüss          | 1977 | 175  | 80   | L    | Berna                  |
| 31 | D    | Mathias Seger - A     | 1977 | 180  | 84   | L    | ZSC Lions              |
| 32 | A    | Ivo Rüthemann         | 1976 | 173  | 77   | L    | Berna                  |
| 35 | A    | Sandy Jeannin - A     | 1976 | 178  | 84   | L    | Friburgo-Gottéron      |
| 39 | A    | Raffaele Sannitz      | 1983 | 187  | 93   | L    | Lugano                 |
| 47 | D    | Luca Sbisa            | 1990 | 188  | 86   | L    | Portland Winterhawks   |
| 52 | P    | Tobias Stephan        | 1984 | 188  | 82   | L    | Ginevra-Servette       |
| 54 | D    | Philippe Furrer       | 1985 | 187  | 92   | L    | Berna                  |
| 66 | P    | Ronnie Rüeger         | 1973 | 184  | 85   | L    | Friburgo-Gottéron      |
| 67 | A    | Romano Lemm           | 1984 | 182  | 86   | R    | Lugano                 |
| 72 | D    | Patrick von Gunten    | 1985 | 180  | 83   | L    | Kloten Flyers          |
| 77 | D    | Yannick Weber         | 1988 | 180  | 88   | R    | Hamilton Bulldogs      |
| 86 | A    | Julien Sprunger       | 1986 | 194  | 87   | R    | Friburgo-Gottéron      |

LEGENDA:

P = Portiere, D = Difensore, A = Attaccante, L = sinistra, R = destra

## Gruppo B

### Lettonia
Allenatore:  Oļegs Znaroks.
Lista dei convocati aggiornata al 15 febbraio 2010.
| N. | Pos. | Nome                    | Anno | Alt. | Peso | Tiro | Squadra             |
| -- | ---- | ----------------------- | ---- | ---- | ---- | ---- | ------------------- |
| 1  | P    | Ervīns Muštukovs        | 1984 | 188  | 85   | L    | Dinamo Riga         |
| 2  | D    | Rodrigo Laviņš          | 1974 | 180  | 84   | L    | Dinamo Riga         |
| 3  | D    | Arvīds Reķis            | 1979 | 182  | 97   | L    | Grizzlys Wolfsburg  |
| 5  | A    | Jānis Sprukts           | 1982 | 190  | 105  | L    | Dinamo Riga         |
| 7  | D    | Kārlis Skrastiņš - C    | 1974 | 187  | 90   | L    | Dallas Stars        |
| 8  | D    | Oskars Bārtulis         | 1987 | 186  | 87   | L    | Philadelphia Flyers |
| 9  | A    | Mārtiņš Karsums         | 1986 | 179  | 80   | L    | Dinamo Riga         |
| 10 | A    | Lauris Dārziņš          | 1985 | 189  | 90   | R    | Dinamo Riga         |
| 11 | D    | Kristaps Sotnieks       | 1987 | 184  | 88   | L    | Dinamo Riga         |
| 12 | A    | Herberts Vasiļjevs - A  | 1976 | 181  | 82   | R    | Krefeld Pinguine    |
| 13 | D    | Guntis Galviņš          | 1986 | 186  | 87   | L    | Dinamo Riga         |
| 16 | A    | Kaspars Daugaviņš       | 1988 | 184  | 84   | L    | Binghamton Sen.s    |
| 17 | A    | Aleksandrs Ņiživijs - A | 1976 | 177  | 78   | R    | Dinamo Riga         |
| 21 | A    | Armands Bērziņš         | 1983 | 192  | 90   | L    | Dinamo Riga         |
| 24 | A    | Miķelis Rēdlihs         | 1984 | 180  | 80   | L    | Dinamo Riga         |
| 26 | D    | Krišjānis Rēdlihs       | 1981 | 190  | 91   | L    | Dinamo Riga         |
| 30 | P    | Sergejs Naumovs         | 1969 | 177  | 78   | L    | Dinamo Riga         |
| 31 | P    | Edgars Masaļskis        | 1980 | 177  | 78   | L    | Dinamo Riga         |
| 47 | A    | Mārtiņš Cipulis         | 1980 | 181  | 82   | L    | Dinamo Riga         |
| 71 | D    | Georgijs Pujacs         | 1981 | 184  | 90   | L    | Sibir’ Novosibirsk  |
| 75 | A    | Ģirts Ankipāns          | 1975 | 186  | 88   | L    | Dinamo Riga         |
| 87 | A    | Gints Meija             | 1987 | 186  | 86   | L    | Dinamo Riga         |
| 88 | A    | Aleksejs Širokovs       | 1981 | 182  | 88   | R    | Amur Chabarovsk     |

LEGENDA:

P = Portiere, D = Difensore, A = Attaccante, L = sinistra, R = destra

### Rep. Ceca
Allenatore:  Vladimír Růžička.
Lista dei convocati aggiornata al 16 febbraio 2010.
| N. | Pos. | Nome              | Anno | Alt. | Peso | Tiro | Squadra               |
| -- | ---- | ----------------- | ---- | ---- | ---- | ---- | --------------------- |
| 3  | D    | Marek Židlický    | 1977 | 180  | 85   | R    | Minnesota Wild        |
| 4  | D    | Zbyněk Michálek   | 1982 | 184  | 79   | R    | Phoenix Coyotes       |
| 5  | D    | Roman Polák       | 1986 | 186  | 105  | R    | St. Louis Blues       |
| 9  | A    | Milan Michálek    | 1984 | 188  | 102  | L    | Ottawa Senators       |
| 10 | A    | Roman Červenka    | 1985 | 181  | 85   | L    | Slavia Praga          |
| 14 | A    | Tomáš Plekanec    | 1982 | 178  | 89   | L    | Montreal Canadiens    |
| 15 | D    | Tomáš Kaberle - A | 1978 | 183  | 92   | R    | Toronto Maple Leafs   |
| 16 | A    | Petr Čajánek      | 1975 | 181  | 80   | L    | SKA Pietroburgo       |
| 17 | D    | Filip Kuba        | 1976 | 192  | 96   | L    | Ottawa Senators       |
| 24 | A    | Martin Havlát     | 1981 | 184  | 82   | L    | Minnesota Wild        |
| 26 | A    | Patrik Eliáš - C  | 1976 | 183  | 88   | L    | New Jersey Devils     |
| 29 | P    | Tomáš Vokoun      | 1976 | 187  | 85   | R    | Florida Panthers      |
| 31 | P    | Ondřej Pavelec    | 1987 | 182  | 78   | L    | Atlanta Thrashers     |
| 33 | P    | Jakub Štěpánek    | 1986 | 187  | 71   | L    | Vítkovice Steel       |
| 34 | A    | Tomáš Fleischmann | 1984 | 185  | 87   | L    | Washington Capitals   |
| 35 | D    | Jan Hejda         | 1978 | 191  | 98   | L    | Columbus Blue Jackets |
| 44 | D    | Miroslav Blaťák   | 1982 | 184  | 83   | L    | Salavat Julaev        |
| 46 | A    | David Krejčí      | 1986 | 183  | 80   | R    | Boston Bruins         |
| 60 | A    | Tomáš Rolinek     | 1980 | 194  | 91   | L    | Lok. Jaroslavl’       |
| 63 | A    | Josef Vašíček     | 1980 | 194  | 91   | L    | Lok. Jaroslavl’       |
| 68 | A    | Jaromír Jágr - A  | 1972 | 189  | 104  | L    | Avangard Omsk         |
| 77 | D    | Pavel Kubina      | 1977 | 194  | 102  | R    | Atlanta Thrashers     |
| 91 | A    | Martin Erat       | 1981 | 182  | 82   | L    | Nashville Predators   |

LEGENDA:

P = Portiere, D = Difensore, A = Attaccante, L = sinistra, R = destra

### Russia
Allenatore:  Vjačeslav Bykov.
Lista dei convocati aggiornata al 16 febbraio 2010.
| N. | Pos. | Nome                  | Anno | Alt. | Peso | Tiro | Squadra               |
| -- | ---- | --------------------- | ---- | ---- | ---- | ---- | --------------------- |
| 5  | D    | Il'ja Nikulin         | 1982 | 191  | 98   | L    | Ak Bars Kazan’        |
| 6  | D    | Anton Volčenkov       | 1982 | 187  | 105  | L    | Ottawa Senators       |
| 7  | D    | Dmitrij Kalinin       | 1980 | 189  | 98   | L    | Buffalo Sabres        |
| 8  | A    | Aleksandr Ovečkin - A | 1985 | 188  | 99   | R    | Washington Capitals   |
| 11 | A    | Evgenij Malkin        | 1986 | 191  | 87   | L    | Pittsburgh Penguins   |
| 13 | A    | Pavel Dacjuk          | 1978 | 182  | 88   | L    | Detroit Red Wings     |
| 20 | P    | Evgenij Nabokov       | 1975 | 183  | 91   | L    | San Jose Sharks       |
| 22 | D    | Konstantin Korneev    | 1984 | 180  | 82   | L    | CSKA Mosca            |
| 25 | A    | Danis Zaripov         | 1981 | 183  | 84   | L    | Ak Bars Kazan’        |
| 28 | A    | Aleksandr Sëmin       | 1984 | 189  | 93   | R    | Washington Capitals   |
| 29 | A    | Sergej Fëdorov        | 1969 | 189  | 94   | L    | Washington Capitals   |
| 30 | P    | Il'ja Bryzgalov       | 1980 | 190  | 90   | L    | Phoenix Coyotes       |
| 37 | D    | Denis Grebeškov       | 1983 | 185  | 93   | L    | Edmonton Oilers       |
| 40 | P    | Semën Varlamov        | 1988 | 182  | 88   | L    | Washington Capitals   |
| 42 | A    | Sergej Zinov'ev       | 1980 | 180  | 83   | L    | Salavat Julaev        |
| 47 | A    | Aleksandr Radulov     | 1986 | 186  | 92   | L    | Salavat Julaev        |
| 51 | D    | Fëdor Tjutin          | 1983 | 182  | 94   | L    | Columbus Blue Jackets |
| 52 | A    | Viktor Kozlov         | 1975 | 195  | 106  | R    | Salavat Julaev        |
| 55 | D    | Sergej Gončar         | 1974 | 185  | 94   | L    | Pittsburgh Penguins   |
| 61 | A    | Maksim Afinogenov     | 1979 | 183  | 88   | L    | Atlanta Thrashers     |
| 71 | A    | Il'ja Koval'čuk - A   | 1983 | 187  | 100  | R    | New Jersey Devils     |
| 79 | D    | Andrej Markov         | 1978 | 183  | 90   | L    | Montreal Canadiens    |
| 95 | A    | Aleksej Morozov - C   | 1977 | 188  | 89   | L    | Ak Bars Kazan’        |

LEGENDA:

P = Portiere, D = Difensore, A = Attaccante, L = sinistra, R = destra

### Slovacchia
Allenatore:  Ján Filc.
Lista dei convocati aggiornata al 20 febbraio 2010.
| N. | Pos. | Nome               | Anno | Alt. | Peso | Tiro | Squadra               |
| -- | ---- | ------------------ | ---- | ---- | ---- | ---- | --------------------- |
| 7  | D    | Ivan Baranka       | 1985 | 188  | 91   | L    | Spartak Mosca         |
| 8  | A    | Martin Cibák       | 1980 | 185  | 88   | L    | Spartak Mosca         |
| 10 | A    | Marián Gáborík     | 1982 | 186  | 89   | L    | New York Rangers      |
| 14 | D    | Andrej Meszároš    | 1985 | 188  | 86   | L    | Tampa Bay Lightning   |
| 15 | A    | Jozef Stümpel      | 1972 | 190  | 100  | R    | Barys Astana          |
| 17 | D    | Ľubomír Višňovský  | 1976 | 177  | 85   | L    | Edmonton Oilers       |
| 18 | A    | Miroslav Šatan     | 1974 | 188  | 87   | L    | Boston Bruins         |
| 20 | A    | Richard Zedník     | 1976 | 186  | 87   | L    | Lok. Jaroslavl’       |
| 23 | A    | Ľuboš Bartečko     | 1976 | 183  | 86   | L    | Färjestad             |
| 24 | A    | Žigmund Pálffy     | 1972 | 179  | 83   | L    | HK 36 Skalica         |
| 26 | A    | Michal Handzuš     | 1977 | 193  | 98   | L    | Los Angeles Kings     |
| 31 | P    | Peter Budaj        | 1982 | 185  | 90   | L    | Colorado Avalanche    |
| 33 | D    | Zdeno Chára - C    | 1977 | 205  | 115  | L    | Boston Bruins         |
| 35 | P    | Rastislav Staňa    | 1980 | 186  | 86   | L    | Severstal’            |
| 38 | A    | Pavol Demitra - A  | 1974 | 183  | 91   | L    | Vancouver Canucks     |
| 41 | P    | Jaroslav Halák     | 1985 | 182  | 76   | L    | Montreal Canadiens    |
| 44 | D    | Andrej Sekera      | 1986 | 183  | 87   | L    | Buffalo Sabres        |
| 68 | D    | Milan Jurcina      | 1983 | 195  | 110  | R    | Columbus Blue Jackets |
| 77 | D    | Martin Štrbák      | 1975 | 191  | 96   | L    | MVD                   |
| 81 | A    | Marián Hossa - A   | 1979 | 185  | 90   | L    | Chicago Blackhawks    |
| 82 | A    | Tomáš Kopecký      | 1982 | 191  | 91   | L    | Chicago Blackhawks    |
| 91 | A    | Marcel Hossa       | 1981 | 187  | 100  | L    | Dinamo Riga           |
| 92 | A    | Branko Radivojevič | 1980 | 186  | 90   | R    | Spartak Mosca         |

LEGENDA:

P = Portiere, D = Difensore, A = Attaccante, L = sinistra, R = destra

## Gruppo C

### Bielorussia
Allenatore:  Michail Zacharaŭ.
Lista dei convocati aggiornata al 15 febbraio 2010.
| N. | Pos. | Nome                   | Anno | Alt. | Peso | Tiro | Squadra            |
| -- | ---- | ---------------------- | ---- | ---- | ---- | ---- | ------------------ |
| 1  | P    | Vital' Koval'          | 1980 | 188  | 100  | L    | Dinamo Minsk       |
| 4  | D    | Aljaksandr Makrycki    | 1971 | 186  | 90   | L    | Dinamo Minsk       |
| 5  | D    | Mikalaŭ Stasenka       | 1987 | 195  | 104  | L    | Amur Chabarovsk    |
| 7  | D    | Uladzimir Dzianisaŭ    | 1984 | 181  | 94   | L    | Dinamo Minsk       |
| 8  | A    | Andrėj Michalëv        | 1978 | 185  | 90   | L    | Dinamo Minsk       |
| 10 | A    | Aleh Antonenka - A     | 1971 | 187  | 92   | R    | Dinamo Minsk       |
| 11 | A    | Aljaksandr Kulakoŭ     | 1983 | 182  | 89   | L    | Dinamo Minsk       |
| 18 | A    | Aljaksej Uharaŭ        | 1989 | 179  | 80   | L    | MVD                |
| 19 | A    | Dzmitryj Mjaleška      | 1982 | 181  | 81   | R    | Dinamo Minsk       |
| 21 | A    | Kanstanzin Zacharaŭ    | 1985 | 186  | 93   | R    | Dinamo Minsk       |
| 22 | A    | Sjarhej Zadzjalënaŭ    | 1976 | 178  | 88   | L    | Dinamo Minsk       |
| 24 | D    | Ruslan Salej - C       | 1974 | 184  | 96   | L    | Colorado Avalanche |
| 25 | D    | Sjarheh Kolasaŭ        | 1986 | 193  | 92   | L    | Detroit Red Wings  |
| 26 | A    | Andrėj Stas'           | 1988 | 187  | 83   | L    | Dinamo Minsk       |
| 28 | A    | Kanstanzin Kal'coŭ - A | 1981 | 186  | 90   | L    | Salavat Julaev     |
| 31 | P    | Andrėj Mezin           | 1974 | 182  | 78   | L    | Dinamo Minsk       |
| 33 | D    | Andrėj Karev           | 1985 | 180  | 90   | L    | Dinamo Minsk       |
| 37 | P    | Maksim Maljucin        | 1988 | 179  | 72   | L    | Vicebsk            |
| 43 | D    | Viktar Kascjučonak     | 1979 | 187  | 94   | L    | Spartak Mosca      |
| 52 | D    | Aljaksandr Radzinski   | 1977 | 189  | 93   | R    | Junost Minsk       |
| 59 | A    | Sjarhej Dzjamahin      | 1986 | 183  | 80   | L    | Neftechimik        |
| 71 | A    | Aljaksej Kaljužny      | 1977 | 178  | 84   | L    | Dinamo Mosca       |
| 74 | A    | Sjarhej Kascicyn       | 1987 | 180  | 89   | L    | Montreal Canadiens |

LEGENDA:

P = Portiere, D = Difensore, A = Attaccante, L = sinistra, R = destra

### Finlandia
Allenatore:  Jukka Jalonen.
Lista dei convocati aggiornata al 15 febbraio 2010.
| N. | Pos. | Nome              | Anno | Alt. | Peso | Tiro | Squadra             |
| -- | ---- | ----------------- | ---- | ---- | ---- | ---- | ------------------- |
| 5  | D    | Lasse Kukkonen    | 1981 | 184  | 90   | L    | Avangard Omsk       |
| 6  | D    | Sami Salo         | 1974 | 192  | 95   | R    | Vancouver Canucks   |
| 8  | A    | Teemu Selänne - A | 1970 | 183  | 93   | R    | Anaheim Ducks       |
| 9  | A    | Mikko Koivu       | 1970 | 189  | 92   | L    | Minnesota Wild      |
| 10 | A    | Niklas Hagman     | 1979 | 184  | 90   | L    | Calgary Flames      |
| 11 | A    | Saku Koivu - C    | 1974 | 179  | 82   | L    | Anaheim Ducks       |
| 12 | A    | Olli Jokinen      | 1978 | 188  | 92   | L    | New York Rangers    |
| 15 | A    | Tuomo Ruutu       | 1983 | 184  | 94   | L    | Carolina Hurricanes |
| 16 | A    | Ville Peltonen    | 1973 | 180  | 84   | L    | Dinamo Minsk        |
| 18 | D    | Sami Lepistö      | 1984 | 178  | 85   | L    | Phoenix Coyotes     |
| 20 | A    | Antti Miettinen   | 1988 | 182  | 88   | R    | Minnesota Wild      |
| 21 | D    | Janne Niskala     | 1981 | 183  | 90   | L    | Frölunda            |
| 25 | A    | Joni Pitkänen     | 1983 | 191  | 92   | L    | Carolina Hurricanes |
| 26 | A    | Jere Lehtinen     | 1973 | 182  | 89   | R    | Dallas Stars        |
| 30 | P    | Antero Niittymäki | 1980 | 183  | 85   | L    | Tampa Bay Lightning |
| 32 | D    | Toni Lydman       | 1977 | 185  | 90   | L    | Buffalo Sabres      |
| 33 | P    | Niklas Bäckström  | 1978 | 184  | 88   | L    | Minnesota Wild      |
| 34 | P    | Miikka Kiprusoff  | 1976 | 185  | 85   | L    | Calgary Flames      |
| 37 | A    | Jarkko Ruutu      | 1975 | 188  | 94   | L    | Ottawa Senators     |
| 39 | A    | Niko Kapanen      | 1978 | 177  | 80   | L    | Ak Bars Kazan’      |
| 44 | D    | Kimmo Timonen - A | 1975 | 178  | 88   | L    | Philadelphia Flyers |
| 51 | A    | Valtteri Filppula | 1984 | 182  | 84   | L    | Detroit Red Wings   |
| 62 | A    | Jarkko Immonen    | 1982 | 183  | 96   | R    | Ak Bars Kazan’      |

LEGENDA:

P = Portiere, D = Difensore, A = Attaccante, L = sinistra, R = destra

### Germania
Allenatore:  Uwe Krupp.
Lista dei convocati aggiornata al 16 febbraio 2010.
| N. | Pos. | Nome                  | Anno | Alt. | Peso | Tiro | Squadra             |
| -- | ---- | --------------------- | ---- | ---- | ---- | ---- | ------------------- |
| 1  | P    | Thomas Greiss         | 1986 | 185  | 92   | L    | San Jose Sharks     |
| 5  | D    | Korbinian Holzer      | 1988 | 191  | 95   | R    | DEG Metro Stars     |
| 6  | D    | Sven Butenschön       | 1976 | 192  | 96   | L    | Adler Mannheim      |
| 7  | D    | Chris Schmidt         | 1976 | 195  | 96   | L    | Adler Mannheim      |
| 9  | A    | Manuel Klinge         | 1984 | 186  | 91   | R    | Krefeld Pinguine    |
| 10 | D    | Christian Ehrhoff     | 1982 | 188  | 90   | L    | Vancouver Canucks   |
| 11 | A    | Sven Felski - A       | 1974 | 180  | 80   | L    | Eisbären Berlino    |
| 15 | A    | T. J. Mulock          | 1985 | 183  | 88   | R    | Eisbären Berlino    |
| 16 | A    | Michael Wolf          | 1981 | 177  | 80   | R    | Iserlohn Roosters   |
| 17 | A    | Jochen Hecht          | 1977 | 187  | 92   | R    | Buffalo Sabres      |
| 18 | A    | Kai Hospelt           | 1985 | 185  | 85   | L    | Grizzlys Wolfsburg  |
| 19 | A    | Marco Sturm - C       | 1978 | 181  | 90   | L    | Boston Bruins       |
| 21 | A    | John Tripp            | 1977 | 192  | 103  | R    | Hamburg Freezers    |
| 22 | D    | Michael Bakos         | 1979 | 190  | 96   | R    | ERC Ingolstadt      |
| 24 | A    | André Rankel          | 1985 | 186  | 92   | L    | Eisbären Berlino    |
| 25 | A    | Marcel Müller         | 1988 | 193  | 98   | L    | Kölner Haie         |
| 32 | P    | Dimitri Pätzold       | 1983 | 180  | 80   | L    | ERC Ingolstadt      |
| 38 | D    | Jakub Ficenec         | 1977 | 179  | 89   | R    | ERC Ingolstadt      |
| 39 | A    | Thomas Greilinger     | 1981 | 180  | 88   | R    | ERC Ingolstadt      |
| 44 | P    | Dennis Endras         | 1985 | 183  | 76   | L    | Augsburger Panther  |
| 52 | D    | Alexander Sulzer      | 1984 | 187  | 92   | L    | Nashville Predators |
| 57 | A    | Marcel Goc            | 1983 | 183  | 85   | L    | Nashville Predators |
| 84 | D    | Dennis Seidenberg - A | 1981 | 183  | 91   | L    | Florida Panthers    |

LEGENDA:

P = Portiere, D = Difensore, A = Attaccante, L = sinistra, R = destra

### Svezia
Allenatore:  Bengt-Åke Gustafsson.
Lista dei convocati aggiornata al 16 febbraio 2010.
| N. | Pos. | Nome                  | Anno | Alt. | Peso | Tiro | Squadra               |
| -- | ---- | --------------------- | ---- | ---- | ---- | ---- | --------------------- |
| 1  | P    | Stefan Liv            | 1980 | 184  | 80   | L    | HV71                  |
| 2  | D    | Mattias Öhlund        | 1976 | 191  | 100  | L    | Tampa Bay Lightning   |
| 3  | D    | Douglas Murray        | 1979 | 191  | 109  | L    | San Jose Sharks       |
| 5  | D    | Nicklas Lidström - C  | 1970 | 185  | 86   | L    | Detroit Red Wings     |
| 6  | D    | Magnus Johansson      | 1973 | 178  | 82   | R    | Linköping             |
| 10 | D    | Henrik Tallinder      | 1979 | 193  | 98   | L    | Buffalo Sabres        |
| 11 | A    | Daniel Alfredsson - A | 1972 | 182  | 90   | R    | Ottawa Senators       |
| 19 | A    | Nicklas Bäckström     | 1987 | 184  | 85   | L    | Washington Capitals   |
| 20 | A    | Henrik Sedin          | 1980 | 188  | 91   | L    | Vancouver Canucks     |
| 21 | A    | Peter Forsberg        | 1973 | 185  | 93   | L    | MODO                  |
| 22 | A    | Daniel Sedin          | 1980 | 186  | 84   | L    | Vancouver Canucks     |
| 26 | A    | Samuel Påhlsson       | 1977 | 181  | 94   | L    | Columbus Blue Jackets |
| 27 | A    | Patric Hörnqvist      | 1987 | 180  | 84   | R    | Nashville Predators   |
| 29 | D    | Johnny Oduya          | 1981 | 182  | 89   | L    | Atlanta Thrashers     |
| 30 | P    | Henrik Lundqvist      | 1982 | 185  | 89   | L    | New York Rangers      |
| 33 | A    | Fredrik Modin         | 1974 | 193  | 100  | L    | Columbus Blue Jackets |
| 39 | D    | Tobias Enström        | 1984 | 180  | 82   | L    | Atlanta Thrashers     |
| 40 | A    | Henrik Zetterberg - A | 1980 | 183  | 86   | L    | Detroit Red Wings     |
| 50 | P    | Jonas Gustavsson      | 1984 | 191  | 82   | L    | Toronto Maple Leafs   |
| 55 | D    | Niklas Kronwall       | 1981 | 183  | 87   | L    | Detroit Red Wings     |
| 80 | A    | Mattias Weinhandl     | 1980 | 182  | 88   | R    | Dinamo Mosca          |
| 91 | A    | Loui Eriksson         | 1985 | 185  | 83   | L    | Dallas Stars          |
| 93 | A    | Johan Franzén         | 1979 | 188  | 93   | L    | Detroit Red Wings     |

LEGENDA:

P = Portiere, D = Difensore, A = Attaccante, L = sinistra, R = destra